# بالاشادده
شاده (فٚری روْست)(بخش فرعی) جور شاده (جور شادده)(جور شاهده) و گته روست جیر شاده؛ (جور شادده) (جور(بالا) شاهده) ایسه) روسایی کلاستوان/شاهرستان سیاٚٓئهكلٚ مین ایسه ایراٚٓنوٚ گیلاٚٓن‌ٚ مین [۱].[۲]

## جمعیت
این روستا در دهستان لفمجان قرار دارد و براساس سرشماری مرکز آمار ایران در سال ۱۳۸۵، جمعیت آن ۲۹۱ نفر (۹۳خانوار) بوده‌است.